# Lekkoatletyka na Letnich Igrzyskach Paraolimpijskich 2012 – 100 metrów T35 kobiet
W biegu na 100 metrów kl. T35 kobiet podczas Letnich Igrzysk Paraolimpijskich 2012 rywalizowało ze sobą 8 zawodniczek. W konkursie udział wzięły zawodniczki z porażeniem mózgowym, posiadające problemy z poruszaniem się.

## Wyniki

### Finał
| Miejsce | Zawodniczka                   | Państwo         | Czas  | Uwagi |
| ------- | ----------------------------- | --------------- | ----- | ----- |
|         | Liu Ping                      | Chiny           | 15.44 | WR    |
|         | Oxana Corso                   | Włochy          | 15.94 | ER    |
|         | Virginia McLachlan            | Kanada          | 16.42 | AR    |
| 4       | Sophia Warner                 | Wielka Brytania | 16.90 |       |
| 5       | Rachael Dodds                 | Australia       | 17.03 | PB    |
| 6       | Anna Luxova                   | Czechy          | 17.22 | PB    |
| 7       | Fatima Del Rocio Perez Garcia | Meksyk          | 17.51 | SB    |
| 8       | Erinn Walters                 | Australia       | 18.09 |       |